# Deronectes ferrugineus
Deronectes ferrugineus é uma espécie de escaravelho da família Dytiscidae.
É endémica de Portugal.